# ブエルタ・ア・エスパーニャ2017
ブエルタ・ア・エスパーニャ2017(西: Vuelta a España 2017)は、ブエルタ・ア・エスパーニャの72回目の大会である。2017年8月19日から9月10日まで行われた。

## 参加チーム
| 特記     | 特記                                                             |
| -------- | ---------------------------------------------------------------- |
| No.      | ゼッケンナンバー                                                 |
| 最終順位 | 最終総合順位                                                     |
|          | 総合優勝者 (マイヨ・ロホ)                                        |
|          | ポイント賞獲得者 (プントス)                                      |
|          | 山岳賞獲得者 (モンターニャ)                                      |
|          | 複合賞獲得者 (コンビナーダ)                                      |
|          | 国内選手権ロードレース優勝者                                     |
| <>       | 国内選手権タイムトライアル優勝者                                 |
| DNS      | did not start 当該ステージ開始前に棄権。                         |
| DNF      | did not finish 当該ステージで不完走。途中棄権。                  |
| HD       | hors des dèlais 当該ステージで所定時間内不完走。タイムオーバー。 |
| DSQ      | disqualified 当該ステージで失格。                                |

### スタートリスト
太字はUCIワールドチーム
中字はプロフェッショナルコンチネンタルチーム
| トレック・セガフレード(TFS) |                           |          |
| No.                         | 選手名                    | 最終順位 |
| 1                           | アルベルト・コンタドール  | 5        |
| 2                           | エドワード・トゥーンス    | 91       |
| 3                           | マルケル・イリサール      | 119      |
| 4                           | ジュリアン・ベルナール    | 85       |
| 5                           | ヘスス・エルナンデス      | 64       |
| 6                           | <> ハルリンソン・パンタノ | 33       |
| 7                           | ジョン・デゲンコルプ      | DNS-5    |
| 8                           | クーン・デコルト          | 77       |
| 9                           | ピーター・ステティーナ    | 31       |

| クイックステップ・フロアーズ(QST) |                            |          |
| No.                               | 選手名                     | 最終順位 |
| 11                                | ダビド・デ・ラ・クルス     | DNF-20   |
| 12                                | ジュリアン・アラフィリップ | 68       |
| 13                                | エロス・カペッキ           | 104      |
| 14                                | ティム・デ・クレルク       | 129      |
| 15                                | ボブ・ユンゲルス           | 42       |
| 16                                | エンリク・マス             | 71       |
| 17                                | <> イヴ・ランパールト      | 136      |
| 18                                | ニキ・テルプストラ         | 130      |
| 19                                | マッテオ・トレンティン     | 84       |

| チーム・スカイ(SKY) |                          |          |
| No.                 | 選手名                   | 最終順位 |
| 21                  | クリス・フルーム         | 1        |
| 22                  | クリスティアン・クネース | 124      |
| 23                  | サルヴァトーレ・プッチョ | 78       |
| 24                  | ダビ・ロペス・ガルシア   | 66       |
| 25                  | <> ジャンニ・モスコン    | 27       |
| 26                  | ミケル・ニエベ           | 16       |
| 27                  | ワウト・ポエルス         | 6        |
| 28                  | ディエゴ・ローザ         | 53       |
| 29                  | イアン・スタナード       | 148      |

| BMC・レーシングチーム(BMC) |                                  |          |
| No.                        | 選手名                           | 最終順位 |
| 31                         | ダミアーノ・カルーゾ             | 109      |
| 32                         | アレッサンドロ・デ・マルキ       | 70       |
| 33                         | <> ロハン・デニス                | DNS-16   |
| 34                         | キリアン・フランキニー           | DNS-16   |
| 35                         | ダニエル・オス                   | DNS-17   |
| 36                         | ニコラス・ロッシュ               | 14       |
| 37                         | ロイック・ヴリーヘン             | 112      |
| 38                         | ティージェイ・ヴァン・ガーデレン | 10       |
| 39                         | フランシスコ・ベントソ           | 92       |

| オリカ・スコット(ORS) |                                  |          |
| No.                   | 選手名                           | 最終順位 |
| 41                    | エステバン・チャベス             | 11       |
| 42                    | サム・ビューリー                 | 143      |
| 43                    | ジャック・ヘイグ                 | 21       |
| 44                    | マグナス・コルト・ニールセン     | 126      |
| 45                    | クリストファー・ユールイェンセン | 107      |
| 46                    | <> スヴェイン・タフト            | DNS-16   |
| 47                    | カルロス・ベローナ               | 73       |
| 48                    | アダム・イェーツ                 | 34       |
| 49                    | サイモン・イェーツ               | 44       |

| モビスター・チーム(MOV) |                          |          |
| No.                     | 選手名                   | 最終順位 |
| 51                      | ホルヘ・アルカス         | DNF-12   |
| 52                      | カルロス・ベタンクール   | DNS-7    |
| 53                      | リカルド・カラパス       | 36       |
| 54                      | ルーベン・フェルナンデス | DNF-15   |
| 55                      | ダニエル・モレノ         | 18       |
| 56                      | ネルソン・オリヴェイラ   | 47       |
| 57                      | アントニオ・ペドレロ     | 51       |
| 58                      | ホセ・ホアキン・ロハス   | 22       |
| 59                      | マルク・ソレル           | 48       |

| チーム・サンウェブ(SUN) |                                |          |
| No.                     | 選手名                         | 最終順位 |
| 61                      | ウィルコ・ケルデルマン         | 4        |
| 62                      | ワレン・バルギル               | DNS-8    |
| 63                      | ヨハネス・フレリンガー         | 120      |
| 64                      | チャド・ハガ                   | 98       |
| 65                      | クリス・ハミルトン             | 121      |
| 66                      | レナート・ホフステッド         | DNF-12   |
| 67                      | レナート・ケムナ               | DNS-17   |
| 68                      | ソーレンクラーク・アンデルセン | 106      |
| 69                      | サム・オーメン                 | DNF-14   |

| ボーラ＝ハンスグローエ(BOH) |                              |          |
| No.                         | 選手名                       | 最終順位 |
| 71                          | ラファウ・マイカ             | 39       |
| 72                          | エマヌエル・ブッフマン       | 65       |
| 73                          | ミカエル・コラー             | DNF-2    |
| 74                          | チェーザレ・ベネデッティ     | DNF-8    |
| 75                          | パトリック・コンラート       | 96       |
| 76                          | クリストフ・フィングステン   | 142      |
| 77                          | パヴェル・ポリャンスキー     | 67       |
| 78                          | アンドレアス・シリンガー     | 144      |
| 79                          | ミヒャエル・シュヴァルツマン | 154      |

| AG2R・ラ・モンディアル(ALM) |                              |          |
| No.                         | 選手名                       | 最終順位 |
| 81                          | ロマン・バルデ               | 17       |
| 82                          | クレメン・シェヴリエ         | 61       |
| 83                          | ニコ・デンツ                 | DNS-16   |
| 84                          | アクセル・ドモン             | DNS-14   |
| 85                          | ジュリアン・デュヴァル       | 108      |
| 86                          | アレクサンドル・ジェニエ     | DNS-16   |
| 87                          | アレクシ・グジャール         | 99       |
| 88                          | ユーゴ・ウル                 | 115      |
| 89                          | ドメニコ・ポッツォヴィーヴォ | DNF-11   |

| キャノンデール・ドラパック(CDT) |                          |          |
| No.                             | 選手名                   | 最終順位 |
| 91                              | マイケル・ウッズ         | 7        |
| 92                              | ブレンダン・カンティ     | 113      |
| 93                              | サイモン・クラーク       | 74       |
| 94                              | ジョー・ドンブロウスキー | 101      |
| 95                              | トーマス・スクーリー     | 153      |
| 96                              | トムス・スクインシュ     | 123      |
| 97                              | ウィリアム・クラーク     | 157      |
| 98                              | ダヴィデ・ヴィッレッラ   | 97       |
| 99                              | トム・ヴァンアスブロック | 133      |

| カチューシャ・アルペシン(KAT) |                              |          |
| No.                           | 選手名                       | 最終順位 |
| 101                           | <> イルヌール・ザカリン      | 3        |
| 102                           | マクシム・ベルコフ           | 134      |
| 103                           | スヴェンエリック・ビストラム | DNS-8    |
| 104                           | ジョゼ・ゴンサルヴェス       | DNF-6    |
| 105                           | マルコ・ハラー               | 118      |
| 106                           | アルベルト・ロサダ           | 72       |
| 107                           | ミカエル・モルコフ           | 137      |
| 108                           | マトヴィ・マミキン           | DNF-19   |
| 109                           | レイン・タラマエ             | 147      |

| チーム・ロットNL・ユンボ(TLJ) |                                |          |
| No.                           | 選手名                         | 最終順位 |
| 111                           | ステーフェン・クラウスヴァイク | 9        |
| 112                           | ジョージ・ベネット             | DNS-12   |
| 113                           | アントワン・トルホーク         | 28       |
| 114                           | クーン・ボウマン               | 41       |
| 115                           | ステフ・クレメント             | 29       |
| 116                           | フローリス・デティエ           | 62       |
| 117                           | ベルトヤン・リンデマン         | 110      |
| 118                           | フアン・ホセ・ロバト           | 114      |
| 119                           | ダーン・オリヴィエ             | 60       |

| UAE チーム・エミレーツ(UAD) |                              |          |
| No.                         | 選手名                       | 最終順位 |
| 121                         | ルイ・コスタ                 | 43       |
| 122                         | ダルウィン・アタプマ         | 20       |
| 123                         | アナス・エイトエルアブディア | DNF-2    |
| 124                         | ルイ・メインティース         | 12       |
| 125                         | サーシャ・モドロ             | 131      |
| 126                         | マテイ・モホリッチ           | 30       |
| 127                         | プジェムィスワフ・ニエミエツ | 86       |
| 128                         | <> ヤン・ポランツ            | 38       |
| 129                         | フェデリコ・ズルロ           | 149      |

| アスタナ・プロチーム(AST) |                            |          |
| No.                       | 選手名                     | 最終順位 |
| 131                       | ファビオ・アル             | 13       |
| 132                       | ベリョ・ビルバオ           | 23       |
| 133                       | セルゲイ・チェルネトスキー | 94       |
| 134                       | ローレンス・デヴリーズ     | 122      |
| 135                       | ジャスパー・ハンセン       | DNF-8    |
| 136                       | ミゲル・アンヘル・ロペス   | 8        |
| 137                       | アレクセイ・ルツェンコ     | 75       |
| 138                       | ルイス・レオン・サンチェス | 32       |
| 139                       | ニキータ・スタルノフ       | 145      |

| ロット・ソウダル(LTS) |                        |          |
| No.                   | 選手名                 | 最終順位 |
| 141                   | サンデル・アルメー     | 19       |
| 142                   | バルト・デ・クレルク   | 40       |
| 143                   | トーマス・デ・ヘント   | 57       |
| 144                   | イェンス・デブシェール | DNF-9    |
| 145                   | トマシュ・マルチニスキ | 55       |
| 146                   | レミー・メルツ         | 150      |
| 147                   | マキシム・モンフォール | DNS-18   |
| 148                   | イエール・ワライス     | 151      |
| 149                   | アダム・ハンセン       | 95       |

| バーレーン・メリダ(TBM) |                              |          |
| No.                     | 選手名                       | 最終順位 |
| 151                     | ヴィンチェンツォ・ニバリ     | 2        |
| 152                     | ヴァレリオ・アニョーリ       | 79       |
| 153                     | マヌエーレ・ボアロ           | 116      |
| 154                     | イバン・ガルシア・コルティナ | 100      |
| 155                     | ハビエル・モレノ             | DNF-2    |
| 156                     | アントニオ・ニバリ           | 102      |
| 157                     | ドメン・ノヴァーク           | 105      |
| 158                     | フランコ・ペッリツォッティ   | 25       |
| 159                     | ジョヴァンニ・ヴィスコンティ | 46       |

| FDJ(FDJ) |                                |          |
| No.      | 選手名                         | 最終順位 |
| 161      | アルノー・クールテイユ         | 103      |
| 162      | マルク・フルニエ               | DNF-3    |
| 163      | ダニエル・ホールゴール         | 125      |
| 164      | ヨアン・ル・ボン               | DNF-9    |
| 165      | <> トビアス・ルドヴィグソン    | 59       |
| 166      | ジェレミー・メゾン             | 63       |
| 167      | ロレンゾ・マンザン             | 156      |
| 168      | アントニー・ルー               | 52       |
| 169      | オドクリスティアン・エイキング | DNS-21   |

| チーム・ディメンションデータ(DDD) |                                        |          |
| No.                               | 選手名                                 | 最終順位 |
| 171                               | イゴール・アントン                     | 35       |
| 172                               | ニコラス・ドゥーガル                   | DNF-6    |
| 173                               | ユーセフ・レグイグイ                   | DNF-5    |
| 174                               | オマール・フライレ                     | DNF-13   |
| 175                               | ジャック・ヤンセ・ファン・レンズブルク | 82       |
| 176                               | ベンジャミン・キング                   | DNS-3    |
| 177                               | メルハウィ・クドゥス                   | DNF-7    |
| 178                               | ラクラン・モートン                     | 90       |
| 179                               | セルジュ・パウエルス                   | DNS-12   |

| コフィディス(COF) |                          |          |
| No.               | 選手名                   | 最終順位 |
| 181               | ギヨーム・ボナフォン     | 88       |
| 182               | ルイス・マテ・マルドネス | 24       |
| 183               | ダニエル・ナバロ         | 81       |
| 184               | アントニー・ペレス       | 80       |
| 185               | ステファン・ロゼット     | 54       |
| 186               | アントニー・テュルジ     | 117      |
| 187               | ジミー・テュルジ         | DNF-15   |
| 188               | ヨナス・ヴァンヘネヒテン | DNF-7    |
| 189               | ケニース・ヴァンビルセン | 146      |

| カハ・ルラル＝セグロス RGA(CJR) |                          |          |
| No.                             | 選手名                   | 最終順位 |
| 191                             | セルジオ・パルディーリャ | 15       |
| 192                             | ダビ・アロヨ             | 89       |
| 193                             | ファブリシオ・フェラーリ | 56       |
| 194                             | ルイス・マス             | 83       |
| 195                             | ラファエル・レイス       | 132      |
| 196                             | ハイメ・ロソン           | 26       |
| 197                             | ディエゴ・ルビオ         | 127      |
| 198                             | エクトル・サエス         | 76       |
| 199                             | ニコラス・シュルツ       | 111      |

| アクア・ブルースポーツ(ABS) |                            |          |
| No.                         | 選手名                     | 最終順位 |
| 201                         | アダム・ブライス           | 155      |
| 202                         | マーク・クリスティアン     | 138      |
| 203                         | シュテファン・デニフル     | 58       |
| 204                         | アーロン・ゲート           | 140      |
| 205                         | ラーセ・ノーマン・ハンセン | 139      |
| 206                         | ミシェル・クレダー         | 128      |
| 207                         | ローレンス・ワーバス       | DNF-7    |
| 208                         | ピーター・コニング         | 141      |
| 209                         | コノール・デューン         | 158      |

| マンサナ・ポストボン・チーム(MNZ) |                        |          |
| No.                               | 選手名                 | 最終順位 |
| 211                               | アルデマル・レイエス   | 45       |
| 212                               | エルナン・アギーレ     | 37       |
| 213                               | エルナンド・ボホルケス | 93       |
| 214                               | フェルナンド・オルヘラ | 135      |
| 215                               | フアン・オソリオ       | 87       |
| 216                               | フアン・モラノ         | 152      |
| 217                               | ベルナルド・スアサ     | 49       |
| 218                               | リカルド・ヴィレラ     | 50       |
| 219                               | イェツセ・ボル         | 69       |

## 選手の出場動向
- スペインの英雄、アルベルト・コンタドールが今ブエルタを最後に引退。主催者はコンタドールに敬意を払いコンタドールのラストレースでコンタドールのゼッケンナンバーを 1 とした。
- ディフェンディングチャンピオンのナイロ・キンタナはジロ - ツールと連戦したため欠場。
- 昨年はキンタナに敗れ総合2位となったクリス・フルームが、史上初[6]のツール - ブエルタ同一年制覇を目論む。
- 今年のジロを総合3位で終えたヴィンチェンツォ・ニーバリが7年ぶり2度目のブエルタ制覇を狙い出場。実弟のアントニオ・ニーバリも出場する。
- オリカ・スコットはエステバン・チャベスにアダム・イェーツとサイモン・イェーツという贅沢なトリプルエース体制で臨む。
- 他にも同年のツール総合3位ロマン・バルデ、同5位ファビオ・アルらが出場。

## レース概要
ブエルタ史上3度目のスペイン国外スタートとなった初日のチームタイムトライアルではBMC・レーシングが前評判通りの強さを見せつけ優勝、ロハン・デニスがマイヨ・ロホを獲得。続く第2ステージではイヴ・ランパールトがロングスパートで逃げ切り勝利を飾る。
早くも山岳ステージとなった第3ステージでは、胃腸トラブルなどでラファウ・マイカや、今大会限りで引退するアルベルト・コンタドールら有力選手が遅れてしまう。それを傍目にツール4勝のクリス・フルームがアタック。追いつけたのはエステバン・チャベスのみだったが、下りでロマン・バルデとファビオ・アルも合流する。しかし、牽制が原因で後続に捕まってしまう。ステージ優勝は残り300mの早掛けでライバルたちを引き離したヴィンチェンツォ・ニバリが獲得。遅れたランパールトにかわりフルームがマイヨ・ロホに。
真っ平らなコースレイアウトである第4ステージでは、ゴールスプリントでオリカ・スコットへの移籍を決めているマッテオ・トレンティンが優勝。これによりトレンティンは全グランツール区間優勝達成者となる。翌日に行われた第5ステージの頂上フィニッシュでは、アレクセイ・ルツェンコが独走勝利。メイン集団はコンタドールを先頭に、フルーム、チャベス、マイケル・ウッズと続いてフィニッシュ。第6ステージは逃げ切った3名によるスプリントでベテラン、トマシュ・マルチニスキが優勝。キャリア最大の勝利をあげる。続く第7ステージではジュニアとU-23時代にそれぞれ世界チャンピオンになりながらここまで目立つ活躍ができずにいたマテイ・モホリッチが独走勝利を掴み取る。
第8ステージでは第5ステージから4ステージ連続の逃げ切りが決まる。昨年のツールで見せた走りが記憶に新しいジュリアン・アラフィリップがヤン・ポランツとマイカを下し優勝。メイン集団からはコンタドールがアタック。直後にフルームがカウンターアタックを仕掛け、2名が抜け出す展開に。そのままコンタドールとフルームは逃げ切ってリードを奪うことに成功する。
第9ステージのクンブレ・デル・ソルへの頂上フィニッシュでは、2年前にはトム・デュムランがゴール前でフルームを抜き返して優勝したが、今回はマイヨ・ロホのフルームが他を圧倒。ポイント賞でも首位に立った。第10ステージではトレンティンがホセ・ホアキン・ロハスとの一騎打ちを制してポイント賞首位を奪還。続く第11ステージは残り1kmアタックを決めたミゲル・アンヘル・ロペスが優勝し、総合10位へ浮上。フルームは14秒遅れのステージ2位に入りリードを拡大した。翌日の第12ステージはマルチニスキが鮮やかなアタックを決め独走し、2勝目をあげた。マルチニスキが歓喜に包まれる一方、マイヨ・ロホのフルームは2度落車。アタックを決めメイン集団から逃げ切ったコンタドールやニバリ、チャベスなどからタイムを失った。
アンダルシア山岳2連戦の前日に控えた第13ステージ、途中でオマール・フライレが体調不良を理由にレースから離脱。山岳賞最有力候補が去り、ディメンションデータは残すところ3人となった。最終スプリントではポイント賞のトレンティンがスプリントで負けなしの3勝目をあげるも、チームの総合エースであるダビド・デ・ラ・クルスが分断により7秒を失った。翌日第14ステージは前半戦の胃腸トラブルで総合成績を諦めざるを得なかったマイカがシーズン4勝目を飾る。後続はロペス、ニバリ、フルームと続き、ニバリはボーナスタイムでフルームとの差を縮めることに成功。第15ステージではロペスが鮮やかに逃げ切りを決め優勝。フルームは暫定総合2位のニバリとの差1分1秒で得意のタイムトライアルに臨むことになった。
今大会唯一の個人TTの第16ステージではフルームが圧勝し、ニバリとの差を1分58秒にまで広げた。しかし、ロス・マチュコスへの頂上フィニッシュとなった第17ステージ、最後の登りでフルームはアタックを仕掛けたコンタドールやニバリの先行を許してしまい、ステージ優勝したシュテファン・デニフルに続き28秒差のステージ2位に入ったコンタドールからは1分24秒、ニバリ、ザカリンらから42秒差を縮められてしまった。それでも翌日第18ステージには、フルームはニバリを19秒引き離すことに成功。ステージ優勝はプロ8年目にして漸く初勝利となったサンデル・アルメーが獲得。第19ステージはトーマス・デ・ヘントが逃げ集団のスプリントを制し優勝。ロット・ソウダルは4勝目をあげた。
アングリルへの頂上ゴールとなった第20ステージ、アングリルの一つ前のコルダル峠の下りでコンタドールがアシストのハルリンソン・パンタノとともにメイン集団から先行し、アングリルの登りで逃げ集団に合流。そして、残り5kmでコンタドールがついに単独先頭に立つ。メイン集団からはニバリが千切れ気味になったところでフルームがアタック。アシストのワウト・ポエルスも追いつき、コンタドールとの差を縮めていくが、コンタドールには届かず。現役最後の山、アングリルでコンタドールは有終の美を飾った。
最終ステージではトレンティンが4勝目をあげた。フルームは無事にフィニッシュし、史上初のツール・ブエルタのダブルツールを達成した。

## 日程
| 区間 | 月日   | コース                                                           | 距離(km)                     | 種類                | 種類                   | 区間優勝者                 | 総合首位            |
| ---- | ------ | ---------------------------------------------------------------- | ---------------------------- | ------------------- | ---------------------- | -------------------------- | ------------------- |
| 1    | 8/19   | ニーム                                                           | 13.8                         |                     | チームタイムトライアル | BMC・レーシング            | ロハン・デニス      |
| 2    | 8/20   | ニーム -グリュイッサン・グラン・ナルボンヌ                       | 203.4                        |                     | 平坦ステージ           | イヴ・ランパールト         | イヴ・ランパールト  |
| 3    | 8/21   | プラデス・コンフレント・カニーゴ -アンドラ・ラ・ベリャ           | 158.5                        |                     | 山岳ステージ           | ヴィンチェンツォ・ニバリ   | クリス・フルーム    |
| 4    | 8/22   | エスカルデス・エンゴルダニ-タラゴナ                              | 193                          |                     | 平坦ステージ           | マッテオ・トレンティン     | クリス・フルーム    |
| 5    | 8/23   | ベニカシム-アルコセブレ                                          | 173.4                        |                     | 丘陵ステージ           | アレクセイ・ルツェンコ     | クリス・フルーム    |
| 6    | 8/24   | ヴィラ＝レアル-サグント                                          | 198                          |                     | 丘陵ステージ           | トマシュ・マルチニスキ     | クリス・フルーム    |
| 7    | 8/25   | リリア-クエンカ                                                  | 205.2                        |                     | 平坦ステージ           | マテイ・モホリッチ         | クリス・フルーム    |
| 8    | 8/26   | エリン-ショレト・デ・カティ                                      | 184                          |                     | 丘陵ステージ           | ジュリアン・アラフィリップ | クリス・フルーム    |
| 9    | 8/27   | オリウエラ-クンブレ・デル・ソル                                  | 176.3                        |                     | 中級山岳ステージ       | クリス・フルーム           | クリス・フルーム    |
|      | 8/28   | プロバンシア・デ・アリカンテ                                     | プロバンシア・デ・アリカンテ |                     | 休息日                 |                            |                     |
| 10   | 8/29   | カラバカ・デ・ラ・クルス-エルポソ・アリメンタシオン              | 171                          |                     | 中級山岳ステージ       | マッテオ・トレンティン     | クリス・フルーム    |
| 11   | 8/30   | ロルカ-オブセルバドリオ・アストロノミコ・デ・カラル・アルト      | 188                          |                     | 山岳ステージ           | ミゲル・アンヘル・ロペス   | クリス・フルーム    |
| 12   | 8/31   | モトリル-アンテケーラ                                            | 161.4                        |                     | 中級山岳ステージ       | トマシュ・マルチニスキ     | クリス・フルーム    |
| 13   | 9/1    | コーイン-トマレス                                                | 197                          |                     | 平坦ステージ           | マッテオ・トレンティン     | クリス・フルーム    |
| 14   | 9/2    | エシハ-シエラ・デ・ラ・パンデラ                                  | 185.5                        |                     | 山岳ステージ           | ラファウ・マイカ           | クリス・フルーム    |
| 15   | 9/3    | アルカラ・ラ・レアル-シエラ・ネバダ / アルト・オヤ・デ・ラ・モラ | 127                          |                     | 山岳ステージ           | ミゲル・アンヘル・ロペス   | クリス・フルーム    |
|      | 9/4    | ログローニョ                                                     | ログローニョ                 |                     | 休息日                 |                            |                     |
| 16   | 9/5    | シルクイト・デ・ナバラ-ログローニョ                              | 40.2                         |                     | 個人タイムトライアル   | クリス・フルーム           | クリス・フルーム    |
| 17   | 9/6    | ビリャディエゴ-モヌメント・バカ・パシエガ                        | 180                          |                     | 山岳ステージ           | シュテファン・デニフル     | クリス・フルーム    |
| 18   | 9/7    | スアンセス-サント・トリビオ・デ・リエバナ                        | 168.5                        |                     | 中級山岳ステージ       | サンデル・アルメ           | クリス・フルーム    |
| 19   | 9/8    | カソ-ヒホン                                                      | 153                          |                     | 中級山岳ステージ       | トーマス・デ・ヘント       | クリス・フルーム    |
| 20   | 9/9    | コルベラ・デ・アストゥリアス-アングリル                          | 119.2                        |                     | 山岳ステージ           | アルベルト・コンタドール   | クリス・フルーム    |
| 21   | 9/10   | アロヨモリノス-マドリード                                        | 101.9                        |                     | 平坦ステージ           | マッテオ・トレンティン     | クリス・フルーム    |
|      | 総距離 | 総距離                                                           | 3,324.1km (2,065mi)          | 3,324.1km (2,065mi) | 3,324.1km (2,065mi)    | 3,324.1km (2,065mi)        | 3,324.1km (2,065mi) |

## 各賞の変遷
| 区間     | 区間勝者                   | 総合首位           | ポイント賞               | 山岳賞                 | 複合賞           | チーム総合首位               | 敢闘賞                       |
| -------- | -------------------------- | ------------------ | ------------------------ | ---------------------- | ---------------- | ---------------------------- | ---------------------------- |
| 1        | BMC・レーシング            | ロハン・デニス     | なし                     | ニコラス・ロッシュ     | ダニエル・オス   | BMC・レーシング              | なし                         |
| 2        | イヴ・ランパールト         | イヴ・ランパールト | イヴ・ランパールト       | ニコラス・ロッシュ     | ダニエル・オス   | クイックステップ・フロアーズ | マルケル・イリサール         |
| 3        | ヴィンチェンツォ・ニバリ   | クリス・フルーム   | ヴィンチェンツォ・ニバリ | ダヴィデ・ヴィッレッラ | クリス・フルーム | オリカ・スコット             | アレクサンドル・ジェニエ     |
| 4        | マッテオ・トレンティン     | クリス・フルーム   | マッテオ・トレンティン   | ダヴィデ・ヴィッレッラ | クリス・フルーム | オリカ・スコット             | ディエゴ・ルビオ             |
| 5        | アレクセイ・ルツェンコ     | クリス・フルーム   | マッテオ・トレンティン   | ダヴィデ・ヴィッレッラ | クリス・フルーム | アスタナ・プロチーム         | アレクセイ・ルツェンコ       |
| 6        | トマシュ・マルチニスキ     | クリス・フルーム   | マッテオ・トレンティン   | ダヴィデ・ヴィッレッラ | クリス・フルーム | アスタナ・プロチーム         | エンリク・マス               |
| 7        | マテイ・モホリッチ         | クリス・フルーム   | マッテオ・トレンティン   | ダヴィデ・ヴィッレッラ | クリス・フルーム | モビスター・チーム           | ルイス・マテ・マルドネス     |
| 8        | ジュリアン・アラフィリップ | クリス・フルーム   | マッテオ・トレンティン   | ダヴィデ・ヴィッレッラ | クリス・フルーム | モビスター・チーム           | プジェムィスワフ・ニエミエツ |
| 9        | クリス・フルーム           | クリス・フルーム   | クリス・フルーム         | ダヴィデ・ヴィッレッラ | クリス・フルーム | モビスター・チーム           | マルク・ソレル               |
| 10       | マッテオ・トレンティン     | クリス・フルーム   | マッテオ・トレンティン   | ダヴィデ・ヴィッレッラ | クリス・フルーム | モビスター・チーム           | マッテオ・トレンティン       |
| 11       | ミゲル・アンヘル・ロペス   | クリス・フルーム   | マッテオ・トレンティン   | ダヴィデ・ヴィッレッラ | クリス・フルーム | モビスター・チーム           | ロマン・バルデ               |
| 12       | トマシュ・マルチニスキ     | クリス・フルーム   | マッテオ・トレンティン   | ダヴィデ・ヴィッレッラ | クリス・フルーム | モビスター・チーム           | オマール・フライレ           |
| 13       | マッテオ・トレンティン     | クリス・フルーム   | マッテオ・トレンティン   | ダヴィデ・ヴィッレッラ | クリス・フルーム | アスタナ・プロチーム         | トーマス・デ・ヘント         |
| 14       | ラファウ・マイカ           | クリス・フルーム   | マッテオ・トレンティン   | ダヴィデ・ヴィッレッラ | クリス・フルーム | アスタナ・プロチーム         | ルイス・マテ・マルドネス     |
| 15       | ミゲル・アンヘル・ロペス   | クリス・フルーム   | クリス・フルーム         | ダヴィデ・ヴィッレッラ | クリス・フルーム | アスタナ・プロチーム         | サンデル・アルメ             |
| 16       | クリス・フルーム           | クリス・フルーム   | クリス・フルーム         | ダヴィデ・ヴィッレッラ | クリス・フルーム | アスタナ・プロチーム         | クリス・フルーム             |
| 17       | シュテファン・デニフル     | クリス・フルーム   | クリス・フルーム         | ダヴィデ・ヴィッレッラ | クリス・フルーム | アスタナ・プロチーム         | ダニエル・モレノ             |
| 18       | サンデル・アルメ           | クリス・フルーム   | クリス・フルーム         | ダヴィデ・ヴィッレッラ | クリス・フルーム | アスタナ・プロチーム         | ホセ・ホアキン・ロハス       |
| 19       | トーマス・デ・ヘント       | クリス・フルーム   | クリス・フルーム         | ダヴィデ・ヴィッレッラ | クリス・フルーム | アスタナ・プロチーム         | ダニエル・ナバロ             |
| 20       | アルベルト・コンタドール   | クリス・フルーム   | クリス・フルーム         | ダヴィデ・ヴィッレッラ | クリス・フルーム | アスタナ・プロチーム         | エンリク・マス               |
| 21       | マッテオ・トレンティン     | クリス・フルーム   | クリス・フルーム         | ダヴィデ・ヴィッレッラ | クリス・フルーム | アスタナ・プロチーム         | なし                         |
| 最終成績 | 最終成績                   | クリス・フルーム   | クリス・フルーム         | ダヴィデ・ヴィッレッラ | クリス・フルーム | アスタナ・プロチーム         | アルベルト・コンタドール     |

## 最終成績

### 個人総合成績
| 順位 | 名前                             | チーム                     | 時間           |
| ---- | -------------------------------- | -------------------------- | -------------- |
| 1    | クリス・フルーム                 | チーム・スカイ             | 82時間30分02秒 |
| 2    | ヴィンチェンツォ・ニバリ         | バーレーン・メリダ         | +02分15秒      |
| 3    | イルヌール・ザカリン             | カチューシャ・アルペシン   | +02分51秒      |
| 4    | ウィルコ・ケルデルマン           | チーム・サンウェブ         | +03分15秒      |
| 5    | アルベルト・コンタドール         | トレック・セガフレード     | +03分18秒      |
| 6    | ワウト・ポエルス                 | チーム・スカイ             | +06分59秒      |
| 7    | マイケル・ウッズ                 | キャノンデール・ドラパック | +08分27秒      |
| 8    | ミゲル・アンヘル・ロペス         | アスタナ・プロチーム       | +09分13秒      |
| 9    | ステーフェン・クラウスヴァイク   | チーム・ロットNL・ユンボ   | +11分18秒      |
| 10   | ティージェイ・ヴァン・ガーデレン | BMC・レーシング            | +15分50秒      |

| 総合11以下 | 総合11以下                 | 総合11以下                 | 総合11以下     |
| 順位       | 名前                       | チーム                     | 時間           |
| ---------- | -------------------------- | -------------------------- | -------------- |
| 11         | エステバン・チャベス       | オリカ・スコット           | +16分46秒      |
| 12         | ルイ・メインティース       | UAE チーム・エミレーツ     | +17分41秒      |
| 13         | ファビオ・アル             | アスタナ・プロチーム       | +21分41秒      |
| 14         | ニコラス・ロッシュ         | BMC・レーシング            | +22分00秒      |
| 15         | セルジオ・パルディーリャ   | カハ・ルラル＝セグロス RGA | +22分59秒      |
| 16         | ミケル・ニエベ             | チーム・スカイ             | +28分00秒      |
| 17         | ロマン・バルデ             | AG2R・ラ・モンディアル     | +31分21秒      |
| 18         | ダニエル・モレノ           | モビスター・チーム         | +42分16秒      |
| 19         | サンデル・アルメー         | ロット・ソウダル           | +59分01秒      |
| 20         | ダルウィン・アタプマ       | UAE チーム・エミレーツ     | +1時間02分58秒 |
| 21         | ジャック・ヘイグ           | オリカ・スコット           | +1時間04分48秒 |
| 22         | ホセ・ホアキン・ロハス     | モビスター・チーム         | +1時間05分02秒 |
| 23         | ペッロ・ビルバオ           | アスタナ・プロチーム       | +1時間06分22秒 |
| 24         | ルイス・アンヘル・マテ     | コフィディス               | +1時間13分27秒 |
| 25         | フランコ・ペッリツォッティ | バーレーン・メリダ         | +1時間13分36秒 |
| 26         | ハイメ・ロソン             | カハ・ルラル＝セグロス RGA | +1時間17分12秒 |
| 27         | ジャンニ・モスコン         | チーム・スカイ             | +1時間21分17秒 |
| 28         | アントワン・トルホーク     | チーム・ロットNL・ユンボ   | +1時間21分46秒 |
| 29         | ステフ・クレメント         | チーム・ロットNL・ユンボ   | +1時間26分13秒 |
| 30         | マテイ・モホリッチ         | UAE チーム・エミレーツ     | +1時間31分24秒 |

### ポイント賞
| 順位 | 名前                     | チーム                       | ポイント |
| ---- | ------------------------ | ---------------------------- | -------- |
| 1    | クリス・フルーム         | チーム・スカイ               | 158pts   |
| 2    | マッテオ・トレンティン   | クイックステップ・フロアーズ | 156pts   |
| 3    | ヴィンチェンツォ・ニバリ | バーレーン・メリダ           | 128pts   |
| 4    | アルベルト・コンタドール | トレック・セガフレード       | 105pts   |
| 5    | ウィルコ・ケルデルマン   | チーム・サンウェブ           | 97pts    |

### 山岳賞
| 順位 | 名前                     | チーム                     | ポイント |
| ---- | ------------------------ | -------------------------- | -------- |
| 1    | ダヴィデ・ヴィッレッラ   | キャノンデール・ドラパック | 67pts    |
| 2    | ミゲル・アンヘル・ロペス | アスタナ・プロチーム       | 47pts    |
| 3    | クリス・フルーム         | チーム・スカイ             | 35pts    |
| 4    | ホセ・ホアキン・ロハス   | モビスター・チーム         | 33pts    |
| 5    | トーマス・デ・ヘント     | ロット・ソウダル           | 30pts    |

### 複合賞
| 順位 | 名前                     | チーム                   | ポイント |
| ---- | ------------------------ | ------------------------ | -------- |
| 1    | クリス・フルーム         | チーム・スカイ           | 5pts     |
| 2    | ミゲル・アンヘル・ロペス | アスタナ・プロチーム     | 17pts    |
| 3    | アルベルト・コンタドール | トレック・セガフレード   | 18pts    |
| 4    | イルヌール・ザカリン     | カチューシャ・アルペシン | 20pts    |
| 5    | ヴィンチェンツォ・ニバリ | バーレーン・メリダ       | 22pts    |

### チーム総合成績
| 順位 | チーム名                 | 時間            |
| ---- | ------------------------ | --------------- |
| 1    | アスタナ・プロチーム     | 247時間16分21秒 |
| 2    | モビスター・チーム       | +06分16秒       |
| 3    | チーム・スカイ           | +08分12秒       |
| 4    | UAE チーム・エミレーツ   | +49分02秒       |
| 5    | チーム・ロットNL・ユンボ | +1時間07分28秒  |